# Kawasaki ZX-10
 (octobre 2014).
Si vous disposez d'ouvrages ou d'articles de référence ou si vous connaissez des sites web de qualité traitant du thème abordé ici, merci de compléter l'article en donnant les références utiles à sa vérifiabilité et en les liant à la section « Notes et références ».
La Kawasaki ZX10 Tomcat est une moto sportive japonaise fabriquée par Kawasaki. Elle a été présentée en octobre 1987 au salon de Paris à la porte de Versaille.

## Historique
Faisant partie d'une lignée de sportives inaugurée avec la GPZ 900 R de 1984, suivie de la GPZ 1000 RX en 1986-1987, la ZX-10 poursuit l'évolution de la gamme. Produite pendant deux ans, de 1988 à 1989, l'appellation « Tomcat » est propre au modèle français.
À sa sortie en 1988, son prix en France est de 54 230 FF (soit 8 270 € en 2002).
(En 2024 avec l'inflation, elle serait affichée à 15 700 €).

## Style

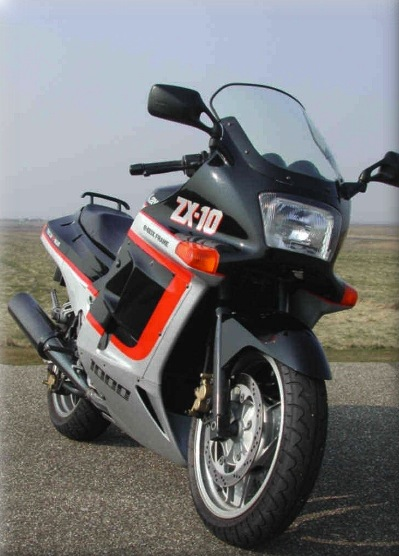
Coloris 1988.

La ZX-10 ressemble très fortement à la GPZ 1000 RX, avec toutefois, des angles de carénage adoucis. Elle est plus fluide. Les clignotants avant et arrière sont intégrés.

## Moteur
Le moteur quatre cylindres en ligne est une évolution de celui de la 1000 RX avec pour grosse amélioration une culasse redessinée. La ligne d'échappement est du type 4-2-2 avec tube d'équilibrage. Le moteur est muni d'un balancier d'équilibrage qui atténue une grande partie des vibrations engendrées par le moteur, offrant un moteur souple.
La version française développe 102 ch à 8 800 tr/min et 10,4 daN m à 5 500 tr/min. Le bridage de cette moto se situe au niveau des carburateurs, des arbres à cames, de l'échappement et du joint d'embase des cylindres.                                                                  A l'époque, il fallait se débourser de 15 000FF minimum pour la débrider, en conservant les pots d'échappements d'origines.

## Partie-cycle
Le cadre constitue une grande première pour Kawasaki : il est périmétrique en aluminium. De section importante (30 × 90 mm), il pèse seulement 15,5 kg.
La fourche de 41 mm de diamètre est non réglable. Le mono-amortisseur arrière est réglable en précharge pneumatique (de 0 à 1 bar) et en hydraulique avec quatre positions. Le freinage, quant à lui, est confié à un double disque de 300 mm en montage semi-flottant, avec étrier à pistons différenciés (diamètres différents) juxtaposés.

## Autres équipements
Cette moto est équipée d'une jauge à essence, d'une jauge de température, d'une béquille centrale, d'un vide-poches dans le carénage côté gauche et d'un petit coffre de rangement sur la partie arrière gauche du carénage de selle. La poignée de maintien passager est rétractable et il y a quatre crochets d'arrimage de bagages. Le réglage de tension de chaîne se fait par excentrique. L'ensemble de la suspension arrière est équipé de six graisseurs.

## Coloris
| Coloris \ années | 1988 | 1989 |
| ---------------- | ---- | ---- |
| Rouge et blanc   | X    | X    |
| Noir et argent   | X    | X    |
| Bleu et blanc    | -    | X    |

## Performances
Le magazine italien Motosprint a enregistré en 1988 une vitesse maximale réelle de 268 km/h. Elle est capable de réaliser un 400 m DA en 10,3 s.
À sa sortie, ses concurrentes sont les Yamaha FZR 1000, Honda CBR 1000, Suzuki GSX-R 1100 et BMW K1.